# ジール (車買取業)
株式会社ZEAL（ジール）は、日本の企業。

## 会社概要
兵庫県神戸市に本拠を置くトラック、バス、重機などの商用車の買取を直営店で全国に展開する企業である。

### 事業内容
兵庫県神戸市の本社を含み全国に7拠点を展開し、トラック、バン、バスなどの商用車、また重機、建機などについての買取および輸出、販売を行っている。
自社のホームページとは別に、トラックなどの商用車買取に特化するウェブサイト「トラックファイブ」の運営も行っている。

### 支店
- 東北支店　　宮城県仙台市
- 北関東支店　埼玉県さいたま市大宮区
- 関東支店　　神奈川県川崎市
- 東海支店　　愛知県名古屋市
- 関西支店　　兵庫県神戸市
- 九州支店　　福岡県福岡市

### スポーツ活動
クラブ活動にも力を入れており、特に近年の軟式野球部は平成24年度東京都軟式野球秋季大会（1部）で優勝、また第一回WinWin!水素水ドリームカップで全国優勝するなど、社会人軟式野球の強豪として知られている。 
| スタブアイコン | サブスタブ | この項目は、まだ閲覧者の調べものの参照としては役立たない、企業に関連した書きかけの項目です。この項目を加筆・訂正などしてくださる協力者を求めています（PJ:経済）。 |